# دوست به دوست
شبکهٔ دوست به دوست (یا F2F) یکی از انواع شبکه‌های همتا به همتا است که کاربران در آن فقط با افرادی که می‌شناسند، ارتباط مستقیم برقرار می‌کند. از گذرواژه یا امضای دیجیتال نیز می‌توان برای اصالت‌سنجی استفاده کرد.
بر خلاف انواع دیگر شبکه‌های همتا به همتا، کاربران در یک شبکهٔ دوست با دوستان نمی‌تواند بفهمند که چه کس دیگری در خارج از دایرهٔ دوستان آن‌ها شرکت دارد؛ بنابراین شبکه دوست با دوست می‌تواند بدون به خطر انداختن ناشناسی کاربران دیگر، گسترده شود. رتروشِیر، وِیست، گنونِت، فری‌نت و وان‌سوآرم، ازجمله نرم‌افزارهایی هستند که می‌توان با آن‌ها شبکه دوست با دوست ساخت. هرچند که از میان این‌ها فقط رتروشیر به‌طور پیش‌فرض برای این‌کار پیکربندی شده‌است.
بسیاری از شبکه‌های دوست با دوست، از ارتباط ناشناس غیرمستقیم یا با نام مستعار بین افرادی که یک‌دیگر را نمی‌شناسند یا به یک‌دیگر اعتماد ندارند نیز پشتیبانی می‌کنند. برای مثال یک گره در یک شبکهٔ همپوشان می‌تواند یک فایل (یا درخواست یک فایل) را به‌طور خودکار و ناشناس فوروارد کند، بدون آن‌که اسم یا آی‌پی یکی را به دیگری بگوید. این دوستان نیز می‌توانند به‌طور خودکار، همان فایل را به به دوستان خود فوروارد کنند و چرخه به همین ترتیب ادامه می‌یابد.
دن بریکلین اصطلاح «شبکه دوست با دوست» را در سال ۲۰۰۰ میلادی ابداع کرد.

## کاربرد شبکه‌های دوست با دوست
- پروتکل پرداخت ریپل یک شبکه دوست با دوست است.